# Jerzy Maksymiuk

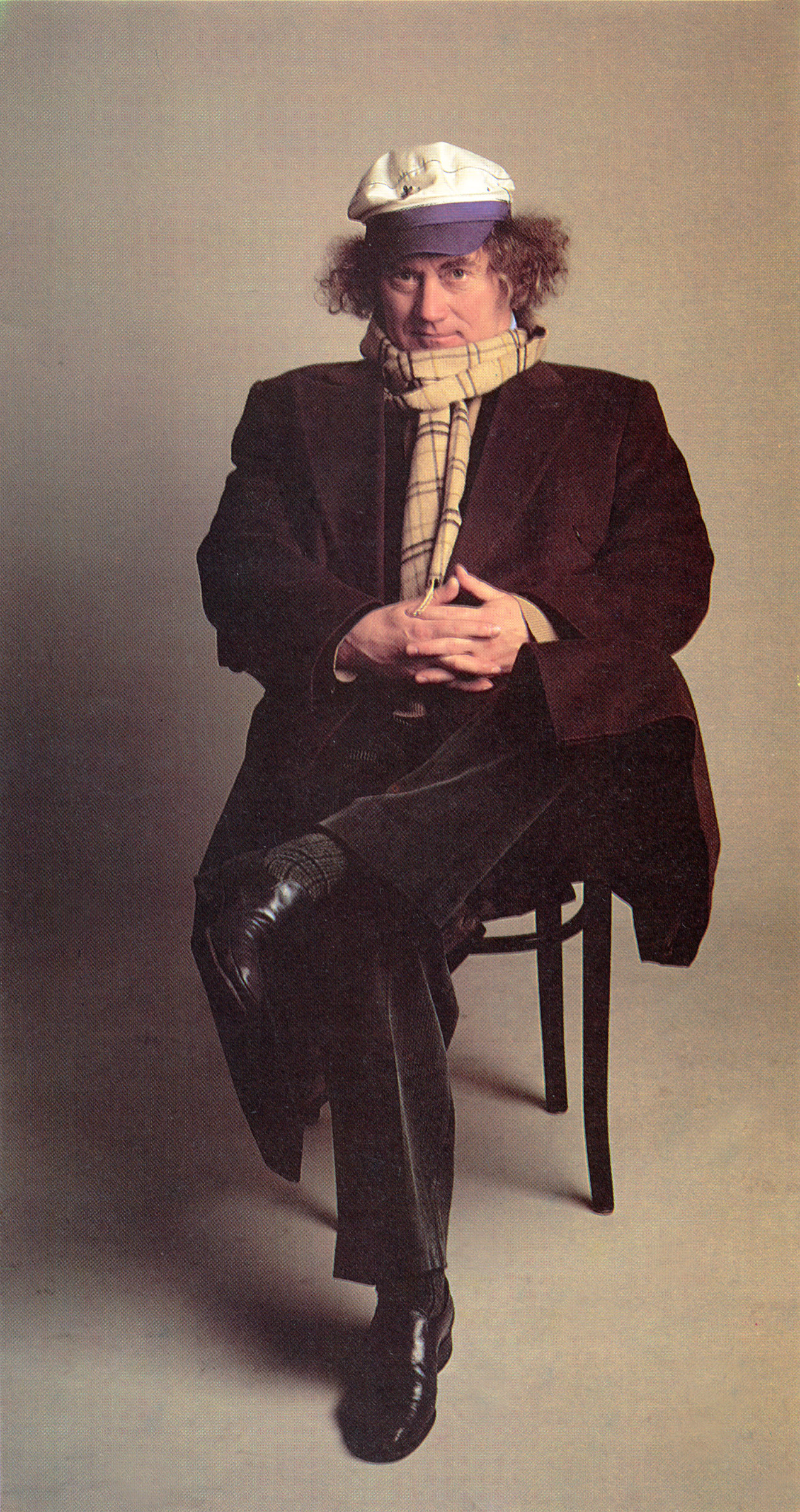
Jerzy Maksymiuk

Jerzy Jan Maksymiuk (* 9. April 1936 in Grodno) ist ein polnischer Dirigent und Filmkomponist.
Er studierte an der staatlichen Musikhochschule in Warschau Komposition bei Piotr Perkowski bis 1962, Klavier bei Jerzy Lefeld bis 1964 und Dirigieren bei Bogusław Madey bis 1969. 1970–1972 war er Dirigent am Operntheater Warschau, ab 1972 Chef der Gruppe der Musiker der Warschauer Kammeroper. Das Ensemble trat ab 1973 als Polnisches Kammerorchester auf und ging später in der Sinfonia Varsovia auf.
Ab 1973 war er bei dem Großen Symphonieorchester des Polnischen Rundfunks, 1981 auf Tournée mit dem Polnischen Kammerorchester in Japan, Australien, Neuseeland, den USA und Deutschland, 1983 bis 1993 Leiter des Scottish Symphony Orchestra in Glasgow. 1991 führte er Mozarts „Don Giovanni“ und 1993 Johann Strauss’ „Fledermaus“ an der English National Opera auf. 
Jerzy Maksymiuk war als Mitglied der Spielplan-Kommission des Festivals zeitgenössischer Musik Warschauer Herbst tätig. Er erhielt 1990 die Ehrendoktorwürde der University of Strathclyde in Glasgow und 1993 den Titel Conductor Laureate BBC Scottish Symphony Orchestra.

## Filmografie (Auswahl)
- 1968: 273 Tage unter Null (273 dni ponizej zera)
- 1970: Rote Ebereschen (Jarzebina czerwona)
- 1971: Der Major im Visier (Pulapka)
- 1973: Copernicus (Kopernik)
- 1973: Das Sanatorium zur Todesanzeige (Sanatorium pod Klepsydra)
- 1974: Der dunkle Fluß (Ciemna rzeka)
- 1974: Die Schlacht von Cedynia (Gniazdo )
- 1974: Chronik eines Verbrechens (Zapis zbrodni)
- 1978: Wo immer Sie sind, Herr Präsident (…gdziekolwiek jestes, panie prezydencie…)
- 1979: Report über eine Brandkatastrophe (Próba ognia i wody)
- 1979: Das Geheimnis der Enigma (Sekret Enigmy)
- 1985: Schade um deine Tränen (Szkoda twoich lez)
- 1983: Heroische Pastorale (Pastorale heroica)
- 1985: Wer ist der Mann? (Kim jest ten czlowiek?)

## Quelle
- Michael Malkiewicz: Maksymiuk, Jerzy, in: Die Musik in Geschichte und Gegenwart, Personenteil, Bd. 11, Kassel etc. 2004, Sp. 895–896. ISBN 978-3-7618-1138-2